# Gervinho
Gervais Yao Kouassi (* 27. května 1987, Anyama, Pobřeží slonoviny), známý jako Gervinho, je fotbalista a reprezentant Pobřeží slonoviny.

## Klubová kariéra
Při svém vůbec prvním zápase za Arsenal, do kterého přestoupil v létě roku 2011, skóroval hned 2 góly. Ve 30. kole Premier League v březnu 2013 se podílel svým gólem na vítězství 1:0 nad domácí Swansea.
Celkově se ale v Arsenalu nedokázal výrazněji prosadit, proto přestoupil v létě 2013 do AS Řím. V lednu 2016 italskou Serii A opustil a přestoupil do čínského klubu Hebei China Fortune.

## Reprezentační kariéra
Gervinho byl kapitánem reprezentace Pobřeží slonoviny U21.
V A-mužstvu Pobřeží slonoviny debutoval v roce 2007.
Byl účastníkem Mistrovství světa 2010 v Jihoafrické republice.

Na Africkém poháru národů v roce 2012 se s reprezentací dostal do finále proti Zambii, zápas skončil 0:0 po prodloužení. V penaltovém rozstřelu jeho tým podlehl 7:8 a africkým šampionem se stala Zambie.

Zúčastnil se Mistrovství světa 2014 v Brazílii, kde reprezentace Pobřeží slonoviny vypadla v základní skupině C.
Na Africkém poháru národů v roce 2015 v Rovníkové Guineji se s týmem probojoval opět do finále, tentokrát proti Ghaně, a podařilo se mu získat zlatou medaili. Utkání se po výsledku 0:0 rozhodovalo v penaltovém rozstřelu a skončilo poměrem 9:8.

## Úspěchy

### Individuální
- Tým roku Ligue 1 podle UNFP – 2010/11[9]